# Flakbatterie Seefeld
Die schwere Flakbatterie Seefeld war im Zweiten Weltkrieg eine verbunkerte Stellung der Marine-Flak im Osten des Jadebusens.

## Lage und Aufbau
Die Anlage befand sich in Augustgroden direkt hinter dem Seedeich. Sie war nach Norden und Süden mit zwei 2-cm-Flakständen abgesichert, die sich auf dem Deich befanden. Im Norden der Anlage lag ein Maschinenbunker, südlich befanden sich die vier Flakbunker. Ein Weg verband die Anlage mit der Straße Augustgroden, hier lagen auch die Baracken.

## Organisatorische Eingliederung

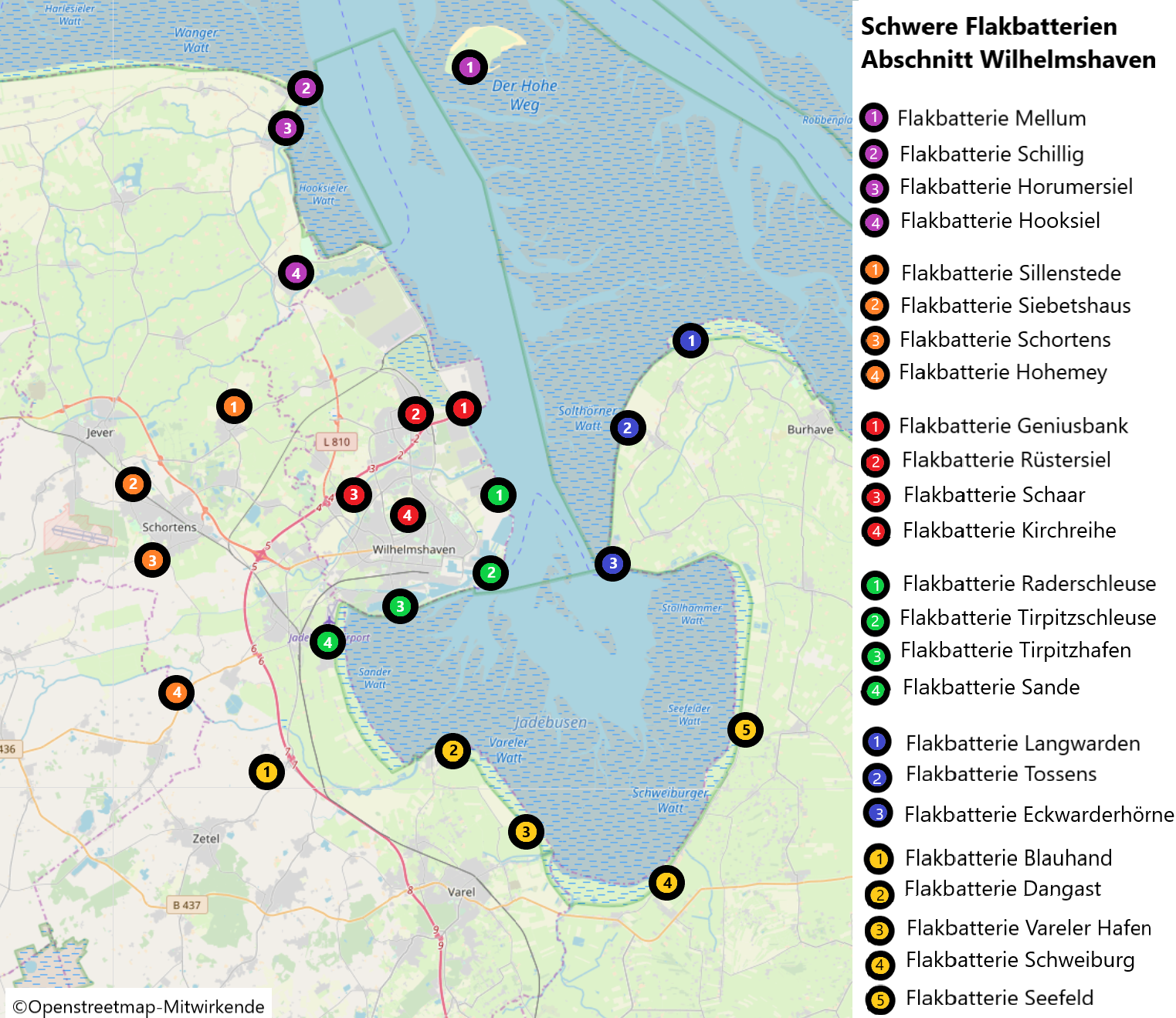
Position der Flakbatterien im Abschnitt Wilhelmshaven

Für die Küstenverteidigung war der Küstenbefehlshaber Deutsche Bucht verantwortlich. Die Batterie gehörte als Teil der II. Marineflakbrigade zum Abschnitt Wilhelmshaven. Die Flakbatterie gehörte zur Marineflakabteilung 222, deren Flakuntergruppenkommando Süd bei Vareler Hafen lag.

## Geschichte
Die Flakbatterie Seefeld wurde gemeinsam mit der Flakbatterie Schweiburg errichtet. Für die Verstärkung der Luftverteidigung des Kriegshafens Wilhelmshaven wurden im August 1939 von der Marinestation der Nordsee beim Oberkommando der Marine (OKM) schwere Flakbatterien angefordert. Bereits im September und Oktober des gleichen Jahres trafen fünf vollständige schwere Flakbatterien über die Reichsbahn in Wilhelmshaven ein. Diese waren aufgrund der absoluten Luftüberlegenheit der Luftwaffe beim Überfall auf Polen freigestellt worden. Drei der Batterien wurden zur Marine-Flakabteilung 222 (M.Fla.A. 222) kommandiert. Sie wurden in Seefeld, Schweiburg und beim kleinen Fort Blauhand installiert.
Bevor die Batterien eingetroffen waren, wurden Baracken errichtet. Da diese nicht ausreichend Platz für die Unterbringen der gesamten Mannschaften boten, wichen die Soldaten bis zur Errichtung weiterer Baracken in nahegelegenen Höfe aus. Anfang Oktober 1939 meldeten beide Batterien volle Gefechtsbereitschaft. Sowohl die Batterien in Seefeld als auch in Schweiburg waren von Beginn an mit speziell ausgebildeten Personal bemannt. Andere Batterien waren mit Reservisten ausgestattet, die noch eine weitere Ausbildung absolvieren mussten. Aus diesem Grund wurden Teile der Mannschaften mit anderen Batterien getauscht.

## Bewaffnung
Die Batterien Schweiburg und Seefeld waren zum größten Teil baugleich, ihre Bewaffnung bestand zunächst aus jeweils vier 8,8-cm-Flakgeschützen. Ab dem Frühjahr 1941 wurden die beiden Batterien am Ostrand des Jadebusens zu Bunkerbatterien umgebaut, der Umbau war Ende März 1942 abgeschlossen. Die vier Bunker verfügten über eine Bewaffnung von jeweils einem 10,5-cm-Flakgeschütz des Typs SK C/32 mit Deckenschild. Zur Eigensicherung wurde ein weiterer Flakbunker mit einer 2-cm-Waffe vom Typ C/30 in Sockellafette eingerichtet. Im September 1942 wurde ein Funkmessgerät Würzburg (Radar) auf dem Deich aufgestellt.